# 泰勒·米斯勒查克
泰勒·米斯勒查克（英語：Tyler Mislawchuk，1994年8月19日—）是一名加拿大男子鐵人三項運動員。米斯勒查克的家鄉是曼尼托巴省奧克布拉夫。

## 職業生涯
2015年，米斯勒查克參加在多倫多舉行的2015年泛美運動會，以1:49:54的成績獲得第10名。2016年，他入選加拿大奧運代表隊。他以1:47:50的成績獲得鐵人三項比賽第15名。
2017年11月，他獲選代表加拿大參加在澳大利亞黃金海岸舉行的2018年大英國協運動會。
2019年，他贏得2020年夏季奧林匹克運動會測試賽。2021年6月，作為ITU世界盃墨西哥站的一部分，他贏得奧運會前的最後一場比賽。2021年7月，他正式入選2020年夏季奧林匹克運動會加拿大代表團，並取得第15名的好成績。

## 外部連結
- ITU Bio （页面存档备份，存于）
- Official Website （页面存档备份，存于）